# Бьелински, Фабиан
Фабиан Бьелински (исп. Fabián Bielinsky, 3 февраля 1959 — 28 июня 2006) — аргентинский кинорежиссёр.

## Биография
Начал ещё студентом с короткометражных лент по прозе Кортасара и Борхеса. Работал на телевидении, в рекламе, был помощником режиссёра у Марко Бечиса и др. Снял лишь два полнометражных фильма.
Скончался от инфаркта во время кастинга для рекламного ролика в возрасте 47 лет.

## Фильмография
- 2000 — Девять королев / Nueve reinas (две премии на фестивале детективного кино в Коньяке)
- 2005 — Аура / El Aura (номинация на Золотую раковину МКФ в Сан-Себастьяне, номинация на Большую премию жюри кинофестиваля Сандэнс)